# Plagithmysus darwinianus
Plagithmysus darwinianus là một loài bọ cánh cứng trong họ Cerambycidae.